# هرنادکاک
هرنادکاک (به مجاری:  Hernádkak) یک منطقهٔ مسکونی در مجارستان است که در ناحیه میشکولتس واقع شده‌است. هرنادکاک ۱٬۶۶۴ نفر جمعیت دارد.